# Germaine Montero
Germaine Montero (Germaine Heygel) (París, 22 de octubre de 1909; Saint-Romain-en-Viennois, 29 de junio de 2000) fue una actriz y cantante francesa.Nació en el barrio de Montmartre, su padre la envió a Valladolid a perfeccionar su castellano. Allí conoció a Federico García Lorca, de quien fue intérprete extraordinaria, realizando giras con su elenco.
Tras el golpe de Estado dado por Francisco Franco, cambió su nombre por Montero retornando a París en 1938 para actuar en la obra Fuenteovejuna, y en 1939 interpretó Bodas de sangre también en París, la primera vez que la obra de Federico García Lorca era interpretado fuera de España. 
También conocida como cantante de canciones españolas, flamenco y de chanson francesa, durante la ocupación nazi dio refugio al compositor Joseph Kosma y cantó con Jacques Prévert. Su posición antibélica la forzó a emigrar a Suiza, donde conoció al que sería su marido, Mario Bertschy.
Con el actor Gerard Philipe fue pionera en el Theatre National Populaire (TPN) de Jean Vilar en el Festival de Aviñón, donde hizo una recordada Madre Coraje y sus hijos de Bertolt Brecht.
Después de la guerra se convirtió en una importante figura de cabaret; Jean Renoir, Jean Anouilh, Pierre MacOrlan, Prevert y Boris Vian compusieron y arreglaron canciones de Kurt Weill para ella. "Le Cauchemar du chauffeur de taxi", "La Peche a la baleine", "Les Feuilles mortes" y "Barbara" fueron sus más celebradas.